# New Brighton (Minnesota)
New Brighton est une ville des États-Unis dans l'État du Minnesota ; elle est située dans la banlieue des twin cities Minneapolis et Saint Paul, dans le comté de Ramsey. Elle était peuplée de 23 454 habitants lors du recensement de 2020.

## Démographie
En 2020, la population est de 23 454 habitants. D'après les estimations de 2022, le revenu médian par foyer est de 84 707 $, l'âge médian est de 37 ans et 25 % de la population est d'origine germanique. L'anglais est la langue principale de 83 % des foyers.